# B.D. Jatti
B.D. Jatti, född 1913, död 2002, var en indisk advokat och politiker. Jatti var chefsminister (Chief Minister) i delstaten Karnataka och sedan guvernör i delstaten Orissa. Jatti valdes till Indiens vicepresident. Under sin ämbetsperiod som vicepresident tjänstgjorde han som tillförordnad president från 11 februari 1977 till 25 juli 1977. Han avled 2002.